# ふたつの月に濡れる
『ふたつの月に濡れる』（ふたつの月に濡れる）は、滝川杏奴による日本の小説。及びこれを原作とする日本映画。2020年10月26日にジーウォーク（紅文庫）から書下ろし小説として発売。
2024年12月11日に佐々木浩久監督により映画化され劇場公開。2024年11月開始の『OP PICTURES＋フェス2024』内で公開される作品の一つとなっている。
劇場版は2025年3月21日より成人映画館にて『背徳の山開き　卑猥に湿って』のタイトルでも公開（R18再編集版）。

## あらすじ
本来は大学生の健吾だが、大学も通わず、ジャズの流れるバーでのバイト兼店長の仕事に従事している。定期試験の前だけ、店の客であり友人の柚季がテスト範囲をまとめたノートを持ってきてくれる。健吾は山で遭難し行方不明だった父の救出・発見費用を稼ぐためにアルバイトに精を出していたが、次第にこちらがメインとなっていた。
ある夜、父親の愛人だったという奈美がフラリと店に現れ、ふたりで山へ出かけることになる。

## 登場人物
有村健吾
住宅街の5階建て賃貸マンション1階にあるバー「ホワイトライオン」の雇われ新米マスターであり、バーテンダー。22歳。バーテン歴約1年半。店を任されて約3か月。通称・ケンちゃん。物語開始時点では童貞。大学生であるが父親の死去後学費をためるためにバーでバイトし、現在では大学は休学。バーテンダーが事実上本業になっている。
店舗は約10坪。10席ほどのカウンター席と2つのソファセットで構成され、ジャズボーカルナンバーが流れている。店の内装やBGMの選曲はオーナーである前マスターからのもの。マスターからは聞き上手であることを褒められている。
南野柚季
官能小説家をめざす大学生。22歳。健吾とは同級生。小学生から高校までをスイスで過ごし、語学は堪能。小説家ではなく、官能小説化を目指す理由は、「セックスは人間の最も大切な営み」であり、「（セックスを）汚いもののような扱う風潮に（異を唱えるため）あえて官能小説化になりたい」とのこと。意気込みとは相反するように性知識は疎いが好奇心は旺盛。家庭教師のアルバイトをしている。
早瀬奈美
バーに突然やってきた客。30歳。ハスキーな声をした大人の女性。実は健吾の父・祐介の愛人であり、健吾は一方的に惚れてしまう。祐介の登山仲間でもあり、足腰は鍛えられて細身であるものの、丸い乳房の膨らみと、谷間が特徴。普段着はワンピースなど脚線美の生えるタイトな服装。祐介からは半分冗談で「俺がもし死んだら、健吾を男にしてやってくれ。不器用で彼女もできないだろうから」と遺言を残されている。
マスター
「ホワイトライオン」のオーナーであり元マスター。40代で髪はワックスで固めている。黒い蝶ネクタイに、チャコールグレーのベスト姿。「バーには埃一つ落ちててはいけない」が口癖。「繁華街にいい物件を見つけた」ことで健吾に店を譲り、新たな店舗をオープンさせた。

サトちゃん
本名は里村。広告代理店の営業マン。「ホワイトライオン」常連客の一人。34歳、独身。天然パーマ。酔うと冗舌であり、調子が良い。特に女性に対しては話が止まらなくなり、口説いては失敗している。奈美に一目ぼれしている。
嶋田
近隣のコンビニエンスストアの女性店長。「ホワイトライオン」常連客の一人。50代前半。見た目は上品なマダム風だが、性格は豪快。体型はぽっちゃり形。定期的に飲みに行きたいらしいが、アルバイトの欠勤などで、夜勤に入らなくてはいけないときがあり、重要な日に限って来れていない。サトちゃんいわく「ホワイトライオンの肝っ玉母ちゃん」。スコッチが好き。
山下
小学校教諭。40代独身。「ホワイトライオン」近くの実家に住んでいて、たまにぶらりと顔を出す。ワゴン車の持ち主。羊のように気が優しい。映画鑑賞が趣味で、『巴里のアメリカ人』や『パリの恋人』が好み。
有村祐介
健吾の父。一昨年の冬に雪山で死亡。仲間と3人で行った北アルプスで雪崩に流された。遺体は見つからなかったので、正確には行方不明であるが、すでに葬儀を終えており、健吾の中では決着している。大手鉄鋼所の経理部勤務。

## おもな作中登場楽曲
- エラ・フィッツジェラルド『ス・ワンダフル』
- サラ・ボーン『サマータイム』
- チェット・ベイカー『枯葉』
- ヘレン・メリル『ス・ワンダフル』
- アストラッド・ジルベルト『イパネマの娘』
- ジョン・コルトレーン『セイ・イット』
- デューク・エリントン楽団『A列車で行こう』

## 映画版
原作文庫本発売時期に企画されたが、2度の緊急事態宣言によりクランクインが2度延期された。
原作小説では一貫して有村健吾の視点で物語が進むが、映画では柚季がヒロイン役となり、彼女を中心に再構成されている。

### 登場人物（映画）
南野柚季
演 - 宮崎リン
早瀬奈美
演 - 若宮はずき
みゆき
演 - 西村ニーナ
有村健吾
演 - 村田直樹
ジュン
演 - 橘花咲夢
悦子
演 - 滝本ゆに
有村祐介
演 - 石川雄也

### スタッフ（映画）
- 監督・脚本：佐々木浩久
- 原作：滝川杏奴
- 撮影：鏡早智
- 照明：宮沢豪
- 録音：S-ケンジ
- 音楽：練馬音楽効果集団
- 編集：大永昌弘
- 助監督：島崎真人
- スチール：宮沢豪
- 監督助手：髙橋実奈
- 和装：鏡早智
- 仕上げ：東映ラボ・テック
- 提供・配給：オーピー映画